# Referendum in Slovenia del 2025
Il referendum in Slovenia del 2025 è stato una consultazione referendaria svoltasi l'11 maggio 2025 per approvare la legge sulle pensioni degli artisti. La nuova legge è stata bocciata dagli elettori.

## Contesto
Nel gennaio 2025 il Parlamento ha approvato il disegno di legge presentato dal Ministro della cultura Asta Vrečko, leader del partito eco-socialista di Sinistra, con il quale si intendeva riformare la legge jugoslava del 1974 sulle pensioni speciali per i meritevoli, da erogare secondo criteri obbiettivi più severi anziché secondo il gusto personale del Ministro della cultura. L'opposizione conservatrice guidata dal Partito Democratico Sloveno (SDS) ha criticato la riforma pensionistica, ritenendola un privilegio per le élite culturali, scatenando così una "guerra culturale". L'ex primo ministro Janez Janša ha affermato che l'arte classica "sta venendo sostituita da ogni sorta di modelli degenerati e squilibrati che pretendono di essere moderni" e che le nuove norme pensionistiche creerebbero individui "privilegiati" mantenuti da fondi pubblici, mentre più della metà dei pensionati sloveni vive al di sotto della soglia di povertà.

## Quesito

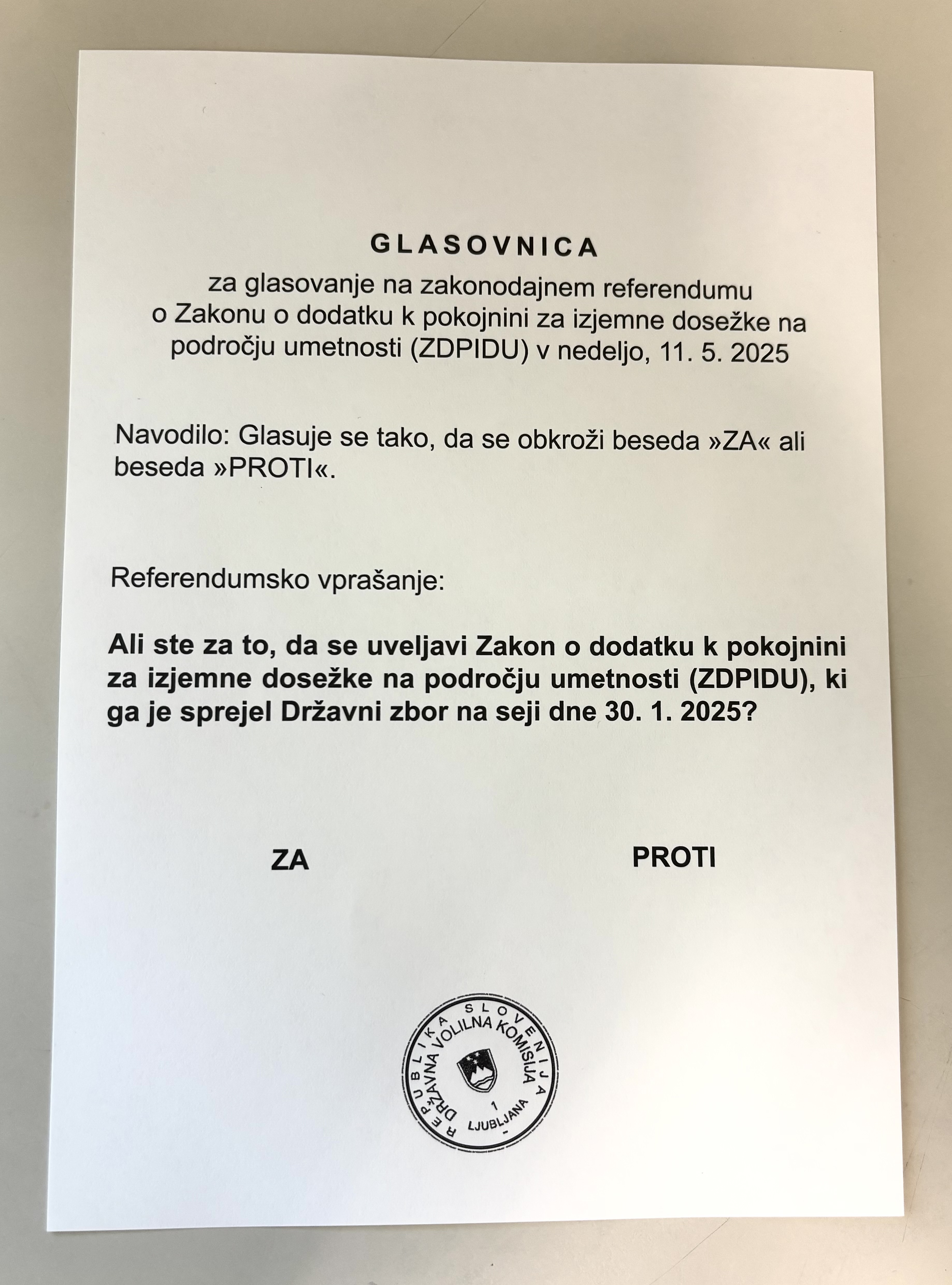
Scheda referendaria

## Risultati
| Preferenza                              | Voti      | %       |
| --------------------------------------- | --------- | ------- |
| A favore                                | 32 334    | 7,42%   |
| Contro                                  | 403 480   | 92,58%  |
| bianche/nulle                           | 2 999     | –       |
| Totale                                  | 438 813   | 100,00% |
| Elettori registrati/affluenza           | 1 692 455 | 25,93%  |
| Fonte: Commissione elettorale nazionale |           |         |